# Thliptoceras xanthocraspia
Thliptoceras xanthocraspia là một loài bướm đêm trong họ Crambidae.